# Bikar karla 2021
La Bikar karla 2021, nota anche come Mjólkurbikarinn per motivi di sponsorizzazione, è stata la 62ª edizione del torneo, iniziata il 22 aprile 2021, con le prime partite dei turni di eliminazione, e terminata il 16 ottobre seguente con la finale. Il Víkingur ha conquistato il trofeo per la terza volta nella sua storia, la seconda consecutiva.

## Primo turno
Il sorteggio del primo e del secondo turno è stato effettuato il 9 febbraio 2021.
| Squadra 1           | Risultato   | Squadra 2        |
| ------------------- | ----------- | ---------------- |
| 22 aprile 2021      |             |                  |
| Njarðvík            | 3 - 0       | KH Reykjavík     |
| 23 aprile 2021      |             |                  |
| Tindastóll          | 0 - 2       | Völsungur        |
| Elliði              | 2 - 3       | ÍR Reykjavík     |
| Hvíti riddarinn     | 4 - 1       | Árborg           |
| KB                  | 1 - 6       | Þróttur          |
| KV                  | 1 - 3       | Þróttur Vogum    |
| Léttir              | 1 - 2       | Víðir Garði      |
| Smári               | 1 - 4       | Grindavík        |
| Björninn            | 0 - 3       | KÁ Ásvellir      |
| Kári                | 3 - 0       | Vængir Júpíters  |
| KFG                 | 0 - 2       | Álftanes         |
| Mídas               | 0 - 12      | Augnablik        |
| Ulfarnir            | 2 - 0       | Ísbjörninn       |
| 24 aprile 2021      |             |                  |
| Álafoss             | 2 - 1       | GG               |
| Berserkir           | 5 - 6 (dts) | KFS              |
| Dalvík/Reynir       | 7 - 1       | Samherjar        |
| Fram Reykjavík      | 8 - 0       | Hörður Í.        |
| Höttur              | 7 - 1       | Einherji         |
| Kormákur            | 2 - 3       | Hamrarnir        |
| Kría                | 13 - 1      | Afríka           |
| Víkingur Ólafsvík   | 18 - 0      | Gullfálkinn      |
| Selfoss             | 0 - 1       | Kórdrengir       |
| SR                  | 1 - 0       | RB               |
| Ýmir                | 1 - 2       | KFR              |
| 25 aprile 2021      |             |                  |
| Hamar               | 0 - 3       | Vestri           |
| KFB                 | 0 - 5       | Stokkseyri       |
| Snæfell             | 1 - 5       | Skallagrímur     |
| ÍBV Vestmannæyja    | 4 - 1       | Reynir Sandgerði |
| Ægir                | 4 - 0       | Uppsveitir       |
| KM                  | 0 - 4       | Haukar           |
| Vatnaliljur         | 2 - 3       | ÍH               |
| 26 aprile 2021      |             |                  |
| Reynir Hellissandur | 0 - 2       | Afturelding      |

## Secondo turno
| Squadra 1       | Risultato       | Squadra 2         |
| --------------- | --------------- | ----------------- |
| 30 aprile 2021  |                 |                   |
| Augnablik       | 4 - 0           | Ægir              |
| Afturelding     | 8 - 0           | SR                |
| Álftanes        | 0 - 2           | ÍR Reykjavík      |
| Fjölnir         | 7 - 1           | KÁ Ásvellir       |
| ÍH              | 0 - 3           | Ulfarnir          |
| Þór             | 3 - 0           | Magni             |
| 1º maggio 2021  |                 |                   |
| Vestri          | 1 - 0           | KFR               |
| Þróttur         | 1 - 3           | Víkingur Ólafsvík |
| Dalvík/Reynir   | 2 - 3 (dts)     | KF Fjallabyggðar  |
| KFF Fjarðabyggð | 0 - 2           | Sindri Hofn       |
| Kári            | 5 - 1           | Skallagrímur      |
| KFS             | 4 - 0           | Kría              |
| Þróttur Vogum   | 1 - 3           | Grótta            |
| Víðir Garði     | 0 - 2           | Fram Reykjavík    |
| Völsungur       | 9 - 1           | Hamrarnir         |
| Álafoss         | 0 - 5           | Njarðvík          |
| Kórdrengir      | 3 - 3 (5-6 dtr) | ÍBV Vestmannæyja  |
| 2 maggio 2021   |                 |                   |
| Leiknir F.      | 3 - 0           | Höttur            |
| Grindavík       | 3 - 0           | Hvíti riddarinn   |
| Stokkseyri      | 0 - 7           | Haukar            |

## Terzo turno
Il sorteggio è stato effettuato il 18 maggio 2021.
| Squadra 1        | Risultato   | Squadra 2         |
| ---------------- | ----------- | ----------------- |
| 22 giugno 2021   |             |                   |
| KF Fjallabyggðar | 1 - 2       | Haukar            |
| Þór              | 2 - 1       | Grindavík         |
| Völsungur        | 2 - 1 (dts) | Leiknir F.        |
| 23 giugno 2021   |             |                   |
| Afturelding      | 1 - 2       | Vestri            |
| ÍR Reykjavík     | 3 - 0       | ÍBV Vestmannæyja  |
| KFS              | 4 - 2       | Víkingur Ólafsvík |
| Stjarnan         | 1 - 2 (dts) | KA Akureyri       |
| ÍA Akraness      | 3 - 0       | Fram Reykjavík    |
| Augnablik        | 1 - 4       | Fjölnir           |
| FH Hafnarfjörður | 4 - 1       | Njarðvík          |
| HK Kópavogur     | 2 - 1       | Grótta            |
| Keflavík         | 2 - 0 (dts) | Breiðablik        |
| 24 giugno 2021   |             |                   |
| Víkingur         | 3 - 0       | Sindri Hofn       |
| Fylkir           | 7 - 0       | Ulfarnir          |
| Kári             | 1 - 2       | KR Reykjavík      |
| Valur            | 2 - 0       | Leiknir           |

## Ottavi di finale
Il sorteggio è stato effettuato il 28 giugno 2021.
| Squadra 1      | Risultato | Squadra 2        |
| -------------- | --------- | ---------------- |
| 10 agosto 2021 |           |                  |
| Vestri         | 4 - 0     | Þór              |
| Fjölnir        | 2 - 3     | ÍR Reykjavík     |
| 11 agosto 2021 |           |                  |
| Keflavík       | 3 - 1     | KA Akureyri      |
| ÍA Akraness    | 1 - 0     | FH Hafnarfjörður |
| HK Kópavogur   | 7 - 1     | KFS              |
| Valur          | 6 - 0     | Völsungur        |
| Fylkir         | 2 - 1     | Haukar           |
| 12 agosto 2021 |           |                  |
| Víkingur       | 3 - 1     | KR Reykjavík     |

## Quarti di finale
Il sorteggio è stato effettuato il 12 agosto 2021.
| Squadra 1         | Risultato   | Squadra 2   |
| ----------------- | ----------- | ----------- |
| 15 settembre 2021 |             |             |
| ÍR Reykjavík      | 1 - 3       | ÍA Akraness |
| Vestri            | 2 - 1       | Valur       |
| Fylkir            | 0 - 1 (dts) | Víkingur    |
| HK Kópavogur      | 3 - 5       | Keflavík    |

## Semifinali
Il sorteggio è stato effettuato il 16 settembre 2021.
| Squadra 1      | Risultato | Squadra 2 |
| -------------- | --------- | --------- |
| 2 ottobre 2021 |           |           |
| ÍA Akraness    | 2 - 0     | Keflavík  |
| Vestri         | 0 - 3     | Víkingur  |

## Finale
| Arbitro: | Jóhann Ingi Jónsson |

|  |           |                                                 |
|  | Marcatori | 18’ Agnarsson 45+3’ Sigurdsson 90+4’ Gudjonsson |